# Tennis in Suriname
Tennis maakte in Suriname zijn entree aan het eind van de 19e eeuw. De Surinaamse Tennis Bond werd in de tweede helft van de jaren 1930 opgericht en, nadat het tennis tijdens de Tweede Wereldoorlog stil kwam te liggen, opnieuw in 1948. De bond is aangesloten bij het Surinaams Olympisch Comité, de Central American & Caribbean Tennis Confederation (COTECC) en de International Tennis Federation (ITF).

## Geschiedenis

### Opkomst

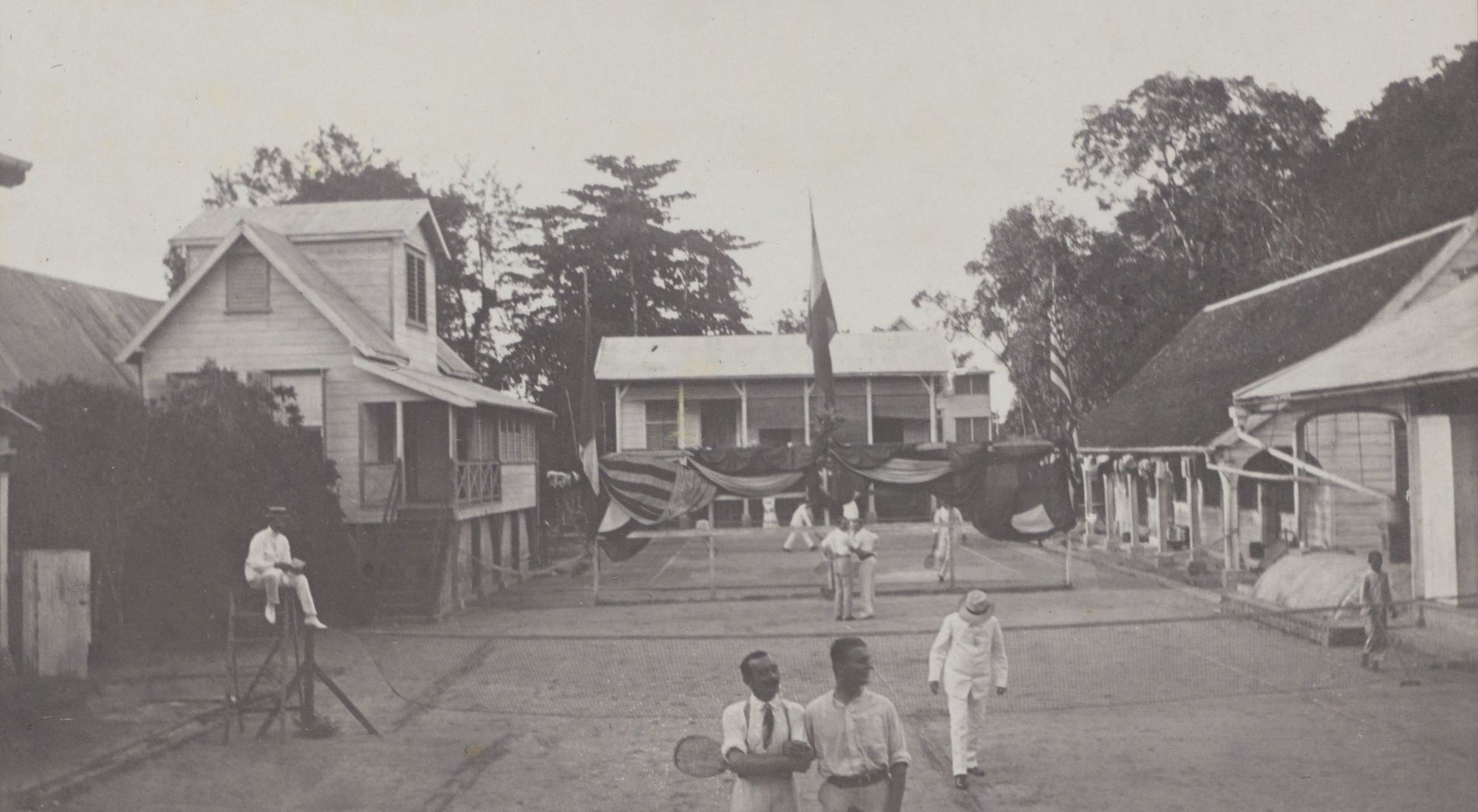
Tennisbaan in Paramaribo, 1912

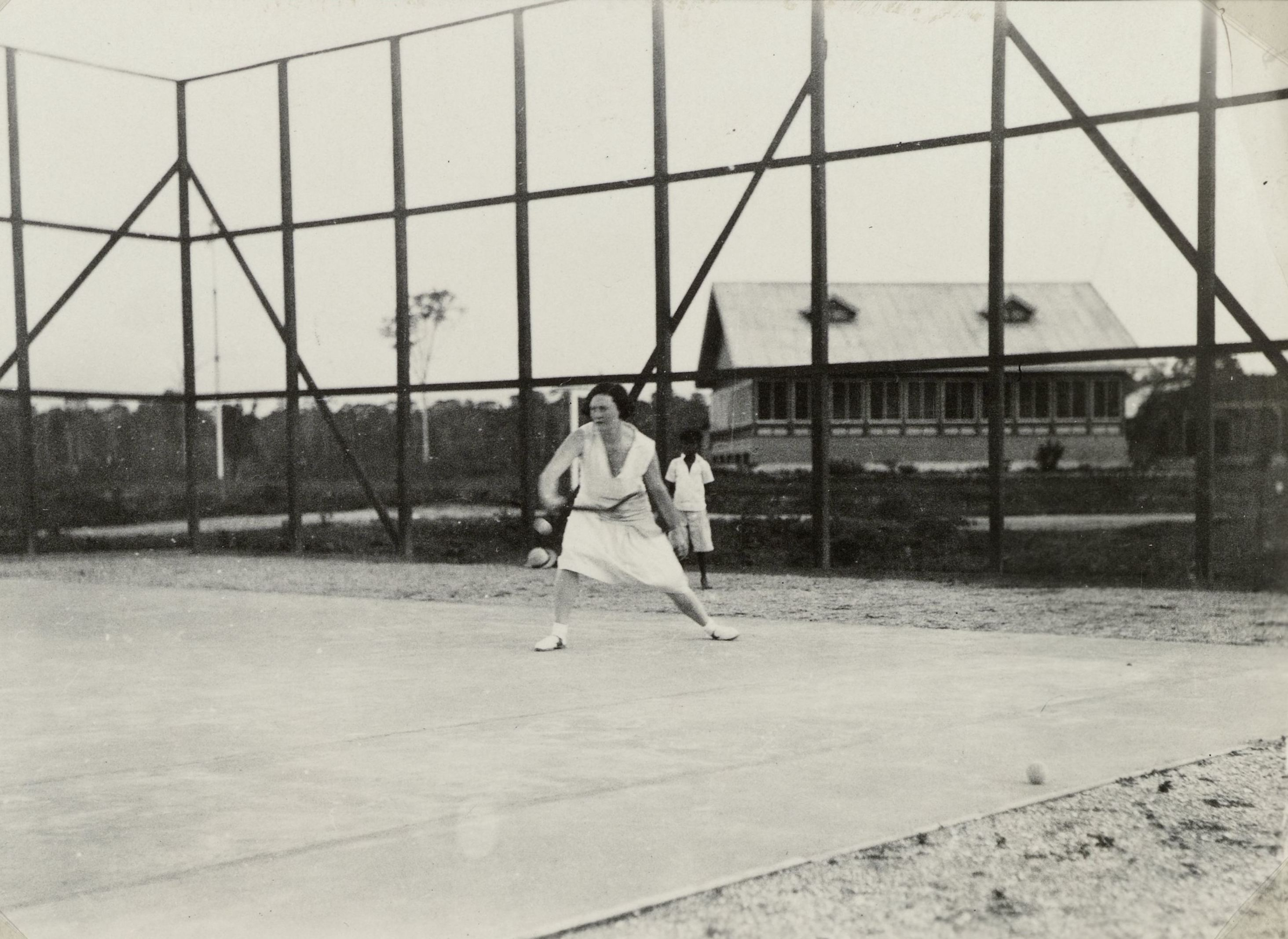
Edith Jetten in Moengo, rond 1926

In Suriname werden in 1888 al onderdelen verkocht om een tennisveld op te zetten, zoals netten en toebehoren. Ook werd aan het eind van de 19e eeuw reclame gemaakt voor tenniskleding. Op 20 augustus 1892 werd op het erf van de Gravenstraat 1 in Paramaribo de Surinaamsche Lawn Tennis Club ingehuldigd door gouverneur Titus van Asch van Wijck. In 1903 verwierf de club toestemming om in Paramaribo te tennissen op de binnenplaats van een gebouw achter de Koloniale Staten. In 1909 verkreeg ze toestemming om een speelvloer aan te leggen. Deze club bleef uiteindelijk niet bestaan. Rond de eeuwwisseling werd ook getennist in het district Nickerie. Daar opende districtscommissaris Corstiaan van Drimmelen in 1903 een tennisbaan. In Moengo werd rond de jaren twintig een tennisbaan ingericht voor de werknemers van het bauxietconcern Suralco. Dit terrein ligt er anno 2013 vervallen bij.

### Clubwedstrijden
Op 1 april 1915 werd de tennisvereniging Paramaribo opgericht. De club speelde in de decennia erna een prominente rol in de  tennis in Paramaribo. Ook werden wedstrijden gehouden, zoals tegen de tennisclub Kersten. Aan de kampioenschappen van 1925 deden ook twee Amerikanen mee. Sinds 1924 was er sprake van een tenniscomité dat wedstrijden in Paramaribo organiseerde. In 1929 werden de eerste landsclubkampioenschappen georganiseerd en werd er een wisselbekercomité opgezet. In het dagblad De West kondigde het tenniscomité in oktober 1935 aan dat de oprichting van een Surinaamsche Lawn Tennis Bond aanstaande was. Op 4 januari 1937 was de oprichting van de Surinaamsche Tennis Bond inmiddels een feit en was er tijdens een eerder gehouden vergadering een bestuur gekozen met een voorzitter, een secretaris-penningmeester en drie commissarissen.
Op 7 april 1932 werd voor het eerst een internationale tenniswedstrijd gespeeld met Mathias en Franken, twee kampioenspelers uit Guyana die voor wedstrijden naar Paramaribo waren uitgenodigd. In 1933 vond de return plaats van twee Surinaamse spelers in Guyana. In 1940 was er een memorabele internationale tennisgebeurtenis in Suriname met het bezoek van W.B. Reece, de nummer 7 van de Verenigde Staten van dat moment.

### Herleving vanaf 1948
Tijdens de Tweede Wereldoorlog lag het tennis in Suriname jarenlang stil en in 1948 werd weer een nieuwe start gemaakt. In juli 1948 meldde Het Nieuws dat de Surinaamse Tennis Bond (STB) was heropgericht en er een nieuw bestuur was gekozen. Nog hetzelfde jaar kwamen tijdens de koninginnefeestweek (toen rond 31 augustus) vier spelers uit Guyana op bezoek voor wedstrijden. Het heren-enkel en -dubbel werden door Suriname gewonnen. Door een blessure ging het dames-enkel en gemengd dubbel niet door. Sinds deze jaren werd vaker tegen Guyanezen gespeeld, evenals tegen spelers uit de Nederlandse Antillen (landentoernooi Suriname-Antillen) en andere landen.

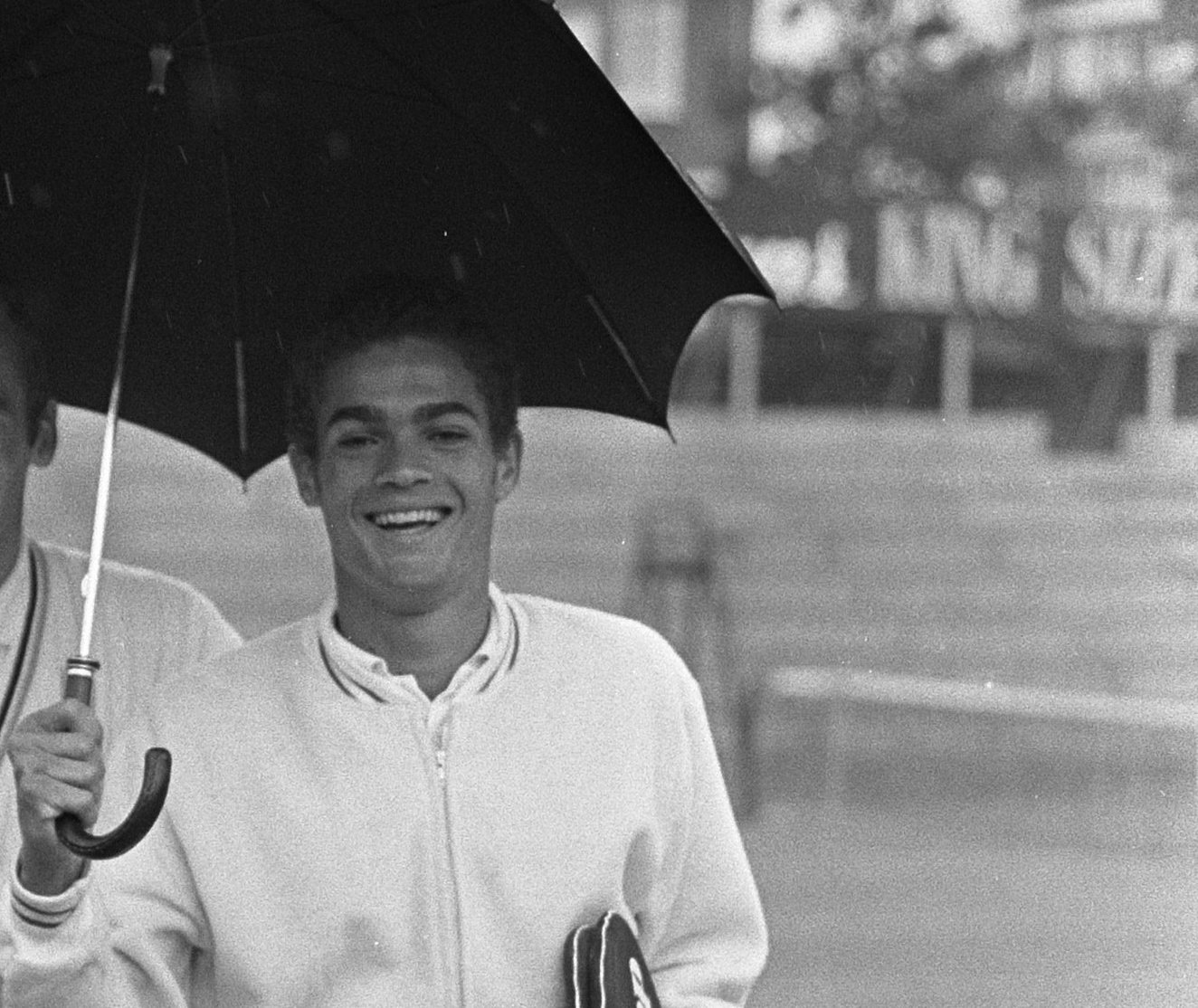
Kenneth de Koning, 1968

Om de tennissport onder de aandacht van een groter publiek te brengen, organiseerden de STB en Sosis in het midden van de jaren 1970 tennispromotion-toernooien. Er werden in 1974 en 1975 clinics aan jeugd gegeven en films vertoond en in 1976 verschoof het accent naar het spelen van wedstrijden. Hieraan deden een aantal toppers mee, onder wie Stanley Franker, Eugene Heikerk, Kenneth de Koning, Winston Linger, Woody van Ommeren, Sonny Polak, Patrik Silos, Frank Yvel, Just Watson en Fried Wijngaarde. In 1977 werden actieprogramma's uitgevoerd. Ook werden voor het eerst scheidsrechters en instructeurs in Suriname opgeleid, wat een succesvol initiatief bleek. Desondanks werden de resultaten in de jaren 1980 onder de routiniers behaald en niet door nieuwe aanwas.

### Drie generaties
Lilian Kaboord-Polak werd in 1954 kampioen in het dames-enkel. Haar dochter, Marijcke Kaboord, evenaarde haar moeder in 1960 werd daarmee op een leeftijd van 15 jaar de jongste kampioene van Suriname ooit. Haar dochter, Erica Consen, deed op 12 maart 1990 hetzelfde, door op 14-jarige leeftijd de jongste Surinaamse tenniskampioene ooit te worden. Daarbij was het de eerste keer dat drie generaties binnen een familie een nationale Surinaamse titel wisten te winnen.

### Vanaf de 21e eeuw
In 2010 werd het bezoek van Richard Krajicek, Paul Haarhuis, Jacco Eltingh en Jan Siemerink aan Suriname aangekondigd als zijnde de gouden Nederlandse tennisgeneratie, met het doel om het tennis in Suriname een nieuwe impuls te geven. Krajicek legde toen de eerste steen van de Krajicek Playground, een grote wens van de internationale bondscoach Stanley Franker. Twee jaar later opende Krajicek het terrein in bijzijn van Franker, minister Paul Abena van Sport- en Jeugdzaken en ambassadeur Aart Jacobi.